# Sociedad para la Regeneración de China
La Sociedad para la Regeneración de China (chino tradicional: 興中會, chino simplificado: 兴中会, pinyin: Xīngzhōnghuì) fue una agrupación política china fundada el 24 de noviembre de 1894 por el ideólogo republicano Sun Yat-sen, que abogaba por la necesidad de derrocar a la dinastía Qing o manchú, y establecer en China una república democrática.
Entregado a su ideal político republicano, Sun Yat-sen viajó en 1894 a Honolulu, Hawái, donde buscó el apoyo a su causa de la comunidad de chinos de ultramar establecida en este archipiélago del Pacífico, entre quienes Sun Yat-sen tenía contactos al haber pasado allí parte de su infancia. Tras lograr la adhesión de decenas de miembros de la comunidad china, entre ellos su propio hermano Sun Mei, Sun Yat-sen fundó allí la nueva agrupación política con el objetivo de promover la revolución contra la dinastía Qing.
Los miembros de la Sociedad, al ser admitidos, tenían que prestar un juramento de lealtad que consistía en el lema político "Expulsemos a los manchúes, regeneremos China, y establezcamos un gobierno unido" (驅逐韃虜，恢復中華，建立合眾政府 / qūzhú dálǔ, huīfú Zhōnghuá, jiànlì hézhòng zhàngfǔ).
Tras la fundación de la Sociedad en Honolulu, en diciembre de 1894 Sun Yat-sen regresó a Hong Kong, donde había estudiado medicina. Allí estableció la sede de la Sociedad para la Regeneración de China. En octubre de ese mismo año, Sun Yat-sen, junto a sus colaboradores Zheng Shiliang y Lu Haodong, intentó provocar una revolución republicana en la ciudad de Cantón, que fracasó. Las autoridades de la ciudad tuvieron conocimiento de los planes de rebelión de los republicanos y procedieron a arrestar a los implicados. Algunos, como Lu Haodong, fueron ejecutados. Sun Yat-sen consiguió huir al exilio en Japón, desde donde seguiría recabando apoyos para su causa republicana.
La Sociedad para la Regeneración de China se fusionaría más adelante con otros grupos republicanos para formar la Sociedad de la Alianza, una nueva formación republicana fundada entre los chinos refugiados en Japón que sería el embrión del futuro Partido Nacionalista Chino o Kuomintang, fundado también por Sun Yat-sen.
La Sociedad para la Regeneración de China adoptó como emblema la bandera del sol blanco sobre el cielo azul, diseñada en Hong Kong por Lu Haodong, colaborador de Sun Yat-sen, que murió ejecutado tras la sublevación fallida de Cantón. Esta bandera sería después la bandera de la Sociedad de la Alianza y del Kuomintang, y forma parte de la bandera de la República de China, aún utilizada en Taiwán.